# Карл V (Лотарингия)
Вижте пояснителната страница за други личности с името Карл V.
Карл V Леополд (на немски: Karl V Leopold, der Herzog ohne Herzogtum; * 3 април 1643, Виена; † 18 април 1690, Велс, Горна Австрия) е титулар херцог на Лотарингия от 1675 до 1690 г.

## Живот
Той е вторият син на херцог Николаус Франц и Клавдия Лотарингска. Зет е на император Леополд I.
Карл е определен за църковна кариера. През 1648 г. става пропст и 1649 г. абат на Горце. През 1659 г. умира по-големият му брат Фердинанд Филип (* 1639, † 1659) и Карл става наследствен принц. Той напуска църковните си служби и започва военна кариера.
От 1663 г. Карл е на императорска служба, участва в битка против османците (1 август 1664). През 1668/1669 г. кандидатства безуспешно за полския трон. През септември 1675 г. той е генералисимус.
След смъртта на чичо му Карл IV през септември 1675 г. той взема титлата херцог на Лотарингия.
На 6 февруари 1678 г. Карл се жени във Винер Нойщат за ерцхерцогиня Елеонора Австрийска (1653 – 1697), вдовица на полския крал Михал Корибут (1640 – 1673), дъщеря на император Фердинанд III и третата му съпруга Елеонора Гонзага от Мантуа.
Карл V става щатхалтер на Тирол и Предна Австрия и е изпратен в дворцовия замък в Инсбрук.
Той пътува до Виена и умира на 18 април 1690 г. във Велс от белодробна емболия. Погребан е в йезуитската църва в Инсбрук. През октомври 1697 г., когато Франция връща Лотарингия, той е погребан в капелата Дукале в столицата на Лотарингия Нанси.
Неговият най-голям син, Леополд, става баща на кайзер Франц I Стефан, основателят на династията Хабсбург-Лотаринги.

## Деца
Карл и Елеонора Австрийска имат децата:
- Леополд Йозеф (1679 – 1729), херцог на Лотарингия
- Карл Йозеф (1680 – 1715), епископ на Олмюц и архиепископ на Трир
- Елеонора (1682 – 1682)
- Карл Фердинанд (1683 – 1685)
- Йозеф Иноценц (1685 – 1705), императорски генерал
- Франц Йозеф (1689 – 1715), абат на манастирите Стабло и Малмеди